# Margaret Truman
Mary Margaret Truman-Daniel, conhecida durante a sua vida como Margaret Truman (Independence, 17 de fevereiro de 1924 – Chicago, 29 de janeiro de 2008) foi uma soprano clássica norte-americana, atriz, jornalista, personalidade de rádio e televisão, escritora e socialite de Nova York. Ela era a única filha do presidente Harry S. Truman e da primeira-dama Bess Truman. Enquanto seu pai era presidente, durante os anos de 1945 a 1953, Margaret o acompanhou regularmente em viagens de campanha, mais notavelmente a extensa viagem de campanha de 1948 em todo o país 'Whistle-stop', que durou várias semanas; ela também apareceu com frequência em importantes eventos políticos e na Casa Branca durante esses anos. Ela era a favorita da mídia.
Depois de se formar na Universidade George Washington em 1946, ela embarcou em uma carreira como soprano coloratura, começando com uma apresentação em concerto com a Orquestra Sinfônica de Detroit em 1947. Ela apareceu em concertos com orquestras nos Estados Unidos e em recitais nos EUA até 1956. Ela fez gravações para a RCA Victor e fez aparições na televisão em programas como What's My Line? e The Bell Telephone Houra.
Em 1957, Truman abandonou sua carreira de cantora para seguir carreira como jornalista e personalidade do rádio, quando se tornou co-apresentadora do programa Weekday com Mike Wallace. Ela também escreveu artigos como jornalista independente, para uma variedade de publicações nas décadas de 1960 e 1970. Mais tarde, ela se tornou a autora de sucesso de uma série de mistérios de assassinato e de vários trabalhos sobre Primeiras Damas e Primeiras Famílias dos EUA, incluindo biografias bem recebidas de seu pai, o presidente Harry S. Truman e sua mãe Bess Truman.
Ela era casada com o jornalista Clifton Daniel, editor-chefe do The New York Times. O casal teve quatro filhos e eram proeminentes socialites de Nova York que frequentemente organizavam eventos para a elite de Nova York.

### Não ficção
| Livro                                                                      | Ano  | Notas              |
| -------------------------------------------------------------------------- | ---- | ------------------ |
| Souvenir: Margaret Truman's Own Story                                      | 1956 | OCLC 629282        |
| White House Pets                                                           | 1969 | OCLC 70279         |
| Harry S. Truman                                                            | 1973 | ISBN 0-688-00005-3 |
| Women of Courage                                                           | 1976 | ISBN 0-688-03038-6 |
| Letters From Father: The Truman Family's Personal Correspondence           | 1981 | ISBN 0-87795-313-9 |
| Bess W. Truman                                                             | 1986 | ISBN 0-02-529470-9 |
| Where The Buck Stops: The Personal and Private Writings of Harry S. Truman | 1989 | ISBN 0-446-51494-2 |
| First Ladies                                                               | 1995 | ISBN 0-679-43439-9 |
| The President's House: 1800 to the Present                                 | 2003 | ISBN 0-345-47248-9 |

### Ficção
A série Crimes capitais:
| Livro                             | Ano  | Notas                  |
| --------------------------------- | ---- | ---------------------- |
| Murder in the White House         | 1980 | ISBN 0-87795-245-0     |
| Murder on Capitol Hill            | 1981 | ISBN 0-87795-312-0     |
| Murder in the Supreme Court       | 1982 | ISBN 0-87795-384-8     |
| Murder in the Smithsonian         | 1983 | ISBN 0-87795-475-5     |
| Murder on Embassy Row             | 1984 | ISBN 0-87795-594-8     |
| Murder at the FBI                 | 1985 | ISBN 0-87795-680-4     |
| Murder in Georgetown              | 1986 | ISBN 0-87795-797-5     |
| Murder in the CIA                 | 1987 | ISBN 0-394-55795-6     |
| Murder at the Kennedy Center      | 1989 | ISBN 0-394-57602-0     |
| Murder at the National Cathedral  | 1990 | ISBN 0-394-57603-9     |
| Murder at the Pentagon            | 1992 | ISBN 0-394-57604-7     |
| Murder on the Potomac             | 1994 | ISBN 0-679-43309-0     |
| Murder at the National Gallery    | 1996 | ISBN 0-679-43530-1     |
| Murder in the House               | 1997 | ISBN 0-679-43528-X     |
| Murder at the Watergate           | 1998 | ISBN 0-679-43535-2     |
| Murder at the Library of Congress | 1999 | ISBN 0-375-50068-5     |
| Murder in Foggy Bottom            | 2000 | ISBN 0-375-50069-3     |
| Murder in Havana                  | 2001 | ISBN 0-375-50070-7     |
| Murder at Ford's Theatre          | 2002 | ISBN 0-345-44489-2     |
| Murder at Union Station           | 2004 | ISBN 0-345-44490-6     |
| Murder at the Washington Tribune  | 2005 | ISBN 0-345-47819-3     |
| Murder at the Opera               | 2006 | ISBN 0-345-47821-5     |
| Murder on K Street                | 2007 | ISBN 0-345-49886-0     |
| Murder inside the Beltway         | 2008 | ISBN 0-345-49888-7     |
| Monument to Murder                | 2011 | ISBN 978-0-7653-2609-6 |

A partir de 2021, mais seis romances da série foram publicados sob o nome de Truman como "com Donald Bain" ou "com John Land".